# ماروتی ۸۰۰
ماروتی ۸۰۰ (Maruti ۸۰۰) خودرویی است که در سال‌های ۱۹۸۴—۲۰۱۰در هاریانا تولید شده‌است.
این خودرو در کلاس خودرو شهری قرار گرفته، طراحی آن خودروهای موتور جلو-محور جلو بوده طول آن در حالت طبیعی ۳٬۳۳۵ میلیمتر (۱۳۱٫۳ اینچ) و عرض آن در حالت طبیعی ۱٬۴۴۰ میلیمتر (۵۶٫۷ اینچ) است. سیستم جعبه‌دندهٔ آن به صورت دستی است.